# تیم ملی فوتبال ساحلی بحرین
تیم ملی فوتبال ساحلی بحرین نماینده بحرین در مسابقات بین‌المللی فوتبال ساحلی است.
تیم ملی فوتبال ساحلی بحرین قهرمان یک دوره قهرمانی فوتبال ساحلی آسیا در سال‌های ۲۰۰۶ است. همچنین تیم فوتبال ساحلی بحرین در سال ۲۰۰۹ مقام نایب قهرمانی، فوتبال ساحلی آسیا را کسب کرده است.